# Choerophryne amomani
Choerophryne amomani är en groddjursart som beskrevs av Günther 2008. Choerophryne amomani ingår i släktet Choerophryne och familjen Microhylidae. Inga underarter finns listade i Catalogue of Life.